# Dormizione di Maria

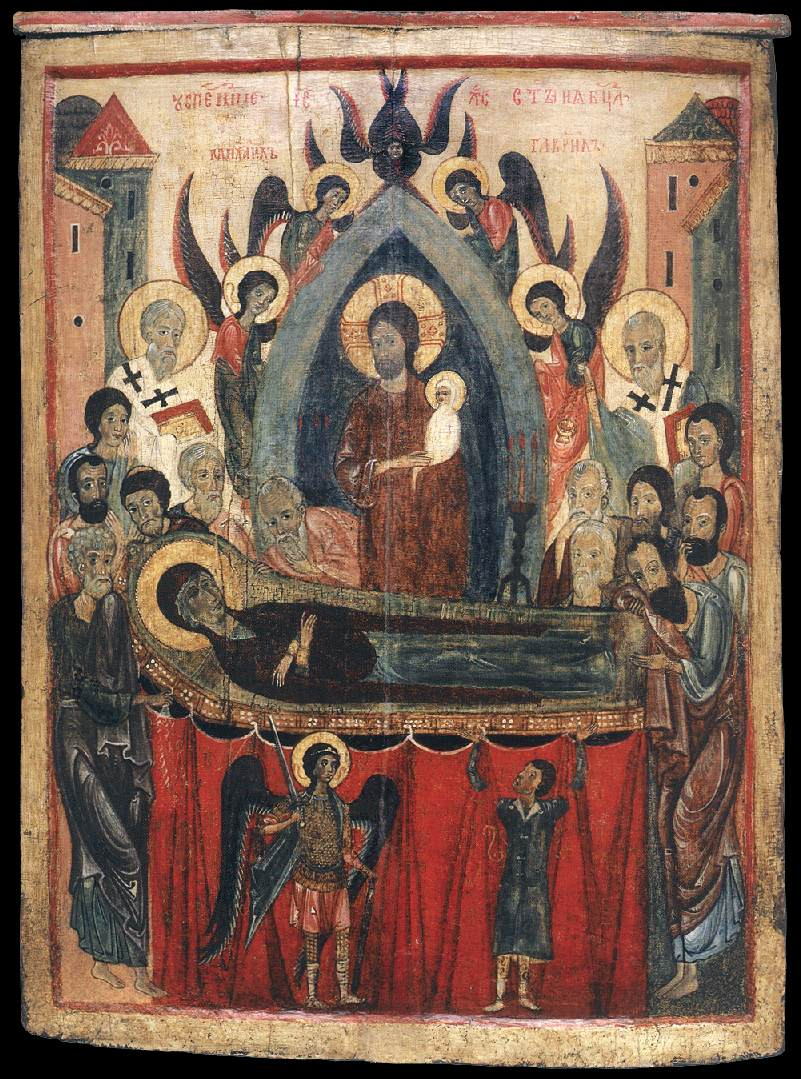
La Dormizione della Madre di Dio (icona orientale di autore anonimo)

Nell'ambito del Cristianesimo, specificatamente nelle Chiese orientali, viene chiamato dormizione (dal latino dormitio) il passaggio di Maria Vergine dalla vita terrena a quella celeste, corrispondente all'Assunzione nella Chiesa occidentale.

## Significato
(Antonino Bilardo, Iconografia del Crocifisso e dell'Assunta fra arte e devozione)
La parola più antica è il greco κοίμησις (trasl. koímēsis), che significa "riposo, sonno" (nella Septuaginta e nel Nuovo Testamento), ma anche "dormizione, trapasso, morte" (in autori ecclesiastici). Come si è detto, dormizione in italiano significa soltanto morte: il problema sorge riguardo alla parola greca koimesis, che nei testi cristiani significa sia "sonno" che "morte".
La parola latina dormitio significa "sonno", ma negli autori ecclesiastici è unicamente usata con il significato di "morte". Similmente, nelle Chiese orientali dormizione della Vergine significa unicamente "morte di Maria Vergine", mentre assunzione nella lingua italiana è sinonimo di "elevazione al cielo, con l'anima e con il corpo".
L'elevatio animae rappresenta l'anima del santo defunto sollevata da due angeli che la conducono in Paradiso, ed è un tema che ricorre anche nell'iconografia di santi che non giunsero in cielo con il loro corpo. Per indicare l'elevazione al cielo di Maria con l'anima "e con il corpo" si usa la parola Assunzione.

## Definizione

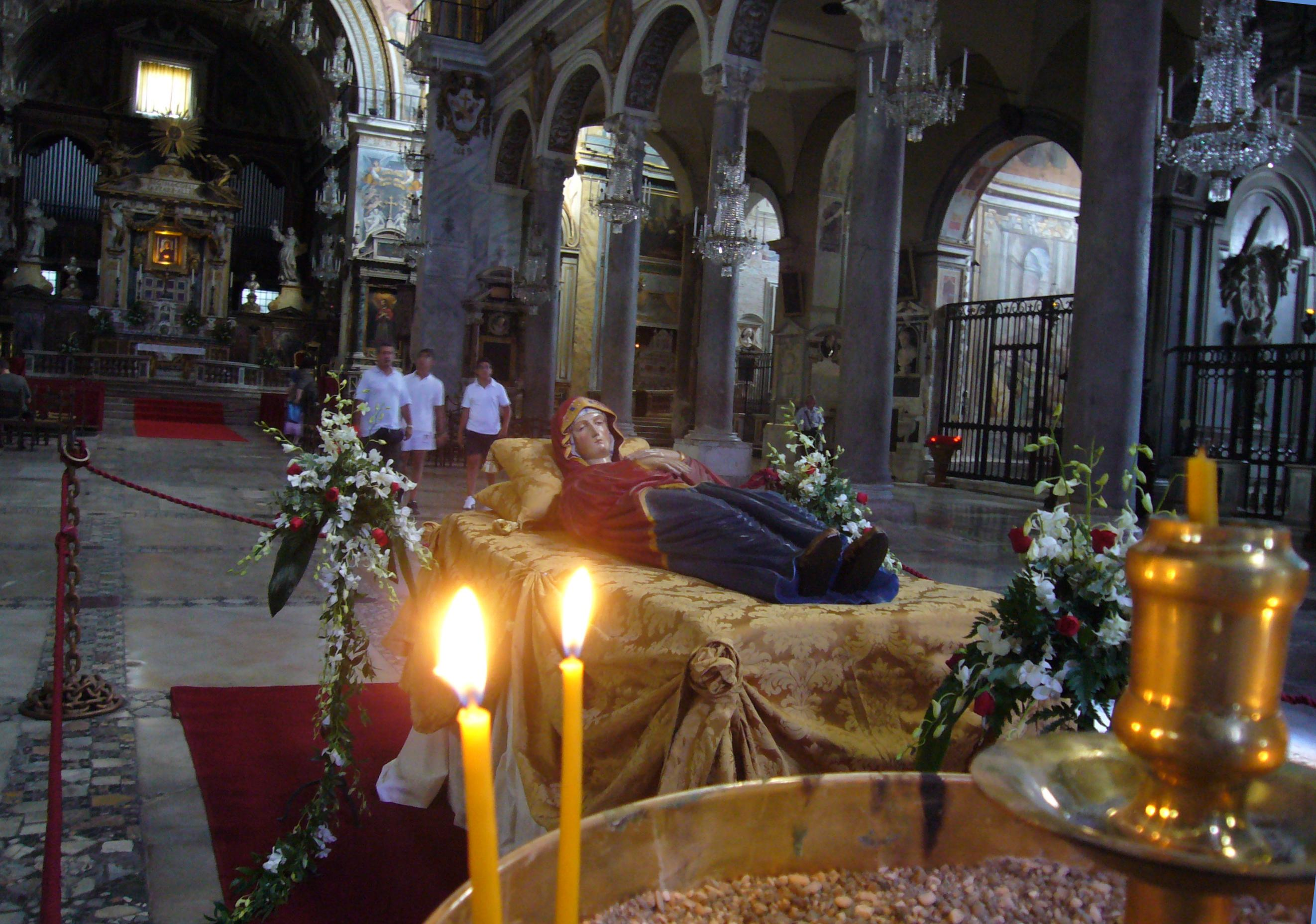
Aracoeli: esposizione della Dormitio Virginis

L'uso del termine "dormizione" (in latino dormitio) deriva dalla dottrina, sostenuta da gran parte dei teologi, che Maria non sarebbe veramente morta, ma sarebbe soltanto caduta in un sonno profondo, dopodiché sarebbe stata assunta in cielo.
In realtà l'idea che Dormizione e Assunzione siano la stessa cosa non è corretta; dal punto di vista temporale, invece, le due ricorrenze liturgiche coincidono. Infatti, la Dormizione di Maria si festeggia con tale denominazione il 15 agosto sia nella Chiesa ortodossa che tradizionalmente nella Chiesa cattolica di rito bizantino, mentre, secondo il calendario liturgico cattolico di rito romano, in quel giorno si celebra l'Assunzione. Alcune Chiese facenti capo alla tradizione orientale seguono tuttora il calendario giuliano come proprio calendario liturgico e questo comporta che la data è, secondo il calendario gregoriano, posticipata al 28 agosto.
La Chiesa cattolica e quella ortodossa affermano la dottrina dell'Assunzione, che la Chiesa cattolica ha anche definito dogmaticamente nel 1950. I quattro dogmi mariani, per la Chiesa cattolica, sono strettamente collegati tra loro e non è possibile rifiutarne uno senza rifiutare necessariamente anche gli altri. Fermo restando il principio cattolico, nell'ambito della mariologia cattolica si confrontano due ipotesi teologiche:
- essendo la morte frutto del peccato originale ed essendo Maria stata preservata fin dal suo concepimento dal peccato (Immacolata Concezione), ella non è morta;
- essendo stata Maria preservata dal peccato originale per i meriti di Cristo (in altre parole, a Maria sono stati applicati in anticipo i frutti della redenzione) ed essendo Maria la prima redenta da suo Figlio, ella segue il Figlio anche nella morte ma, come per il Figlio, il suo corpo viene preservato dalla corruzione.

La Costituzione apostolica Munificentissimus Deus, del papa Pio XII, si limita a proclamare in modo irrevocabile il dogma dell'Assunzione senza specificare se la Madonna sia morta o meno.

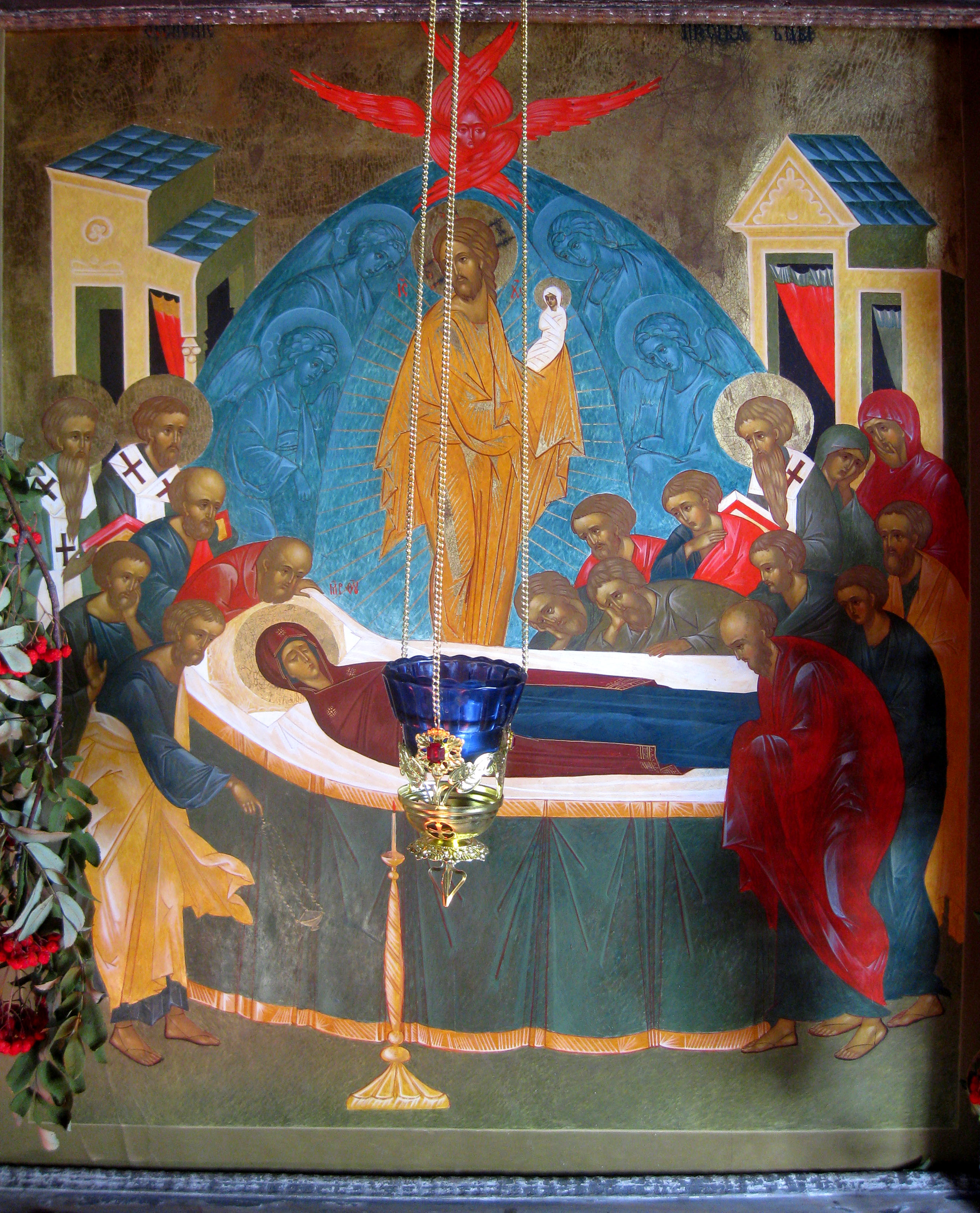
Icona ortodossa della Dormitio Virginis, con il Cristo che accoglie l'anima di Maria

A tale proposito, si riproducono di seguito testualmente le parole di detta Costituzione che proclamano il dogma: "L'immacolata Madre di Dio sempre vergine Maria, terminato il corso della vita terrena, fu assunta alla gloria celeste in anima e corpo." Detta Costituzione si limita ad affermare: "terminato il corso della vita terrena", in qualunque modo ciò sia avvenuto, ossia con la morte o senza la morte della Madonna. Tuttavia, va rimarcato che, nella stessa Costituzione apostolica, il papa Pio XII fa continuo riferimento alla morte di Maria come una credenza universale dei fedeli, della liturgia, dei Padri della Chiesa, dei teologi e dell'iconografia cattolica.
Secondo una tradizione, la dormizione sarebbe avvenuta a Gerusalemme circa un anno dopo la morte di Gesù (quindi probabilmente nel 34); gli apostoli avrebbero quindi sepolto Maria, trovando in seguito il sepolcro vuoto. A ricordo di questi fatti sorgono oggi a Gerusalemme due chiese: quella della Dormizione, sul monte Sion, sul luogo dove sarebbe avvenuto il trapasso, e quella della Tomba di Maria, nella valle del Cedron, a pochi passi dalla Basilica francescana dell'Agonia del Getsemani e nello stesso complesso della "grotta del tradimento", dove sarebbe avvenuta la sepoltura.
Un'altra tradizione sostiene invece che Maria sarebbe vissuta ancora per molti anni dopo la morte di Gesù e che la dormizione sarebbe avvenuta a Efeso, dove ella si era trasferita seguendo l'evangelista Giovanni, al quale Gesù, morente, l'aveva affidata.

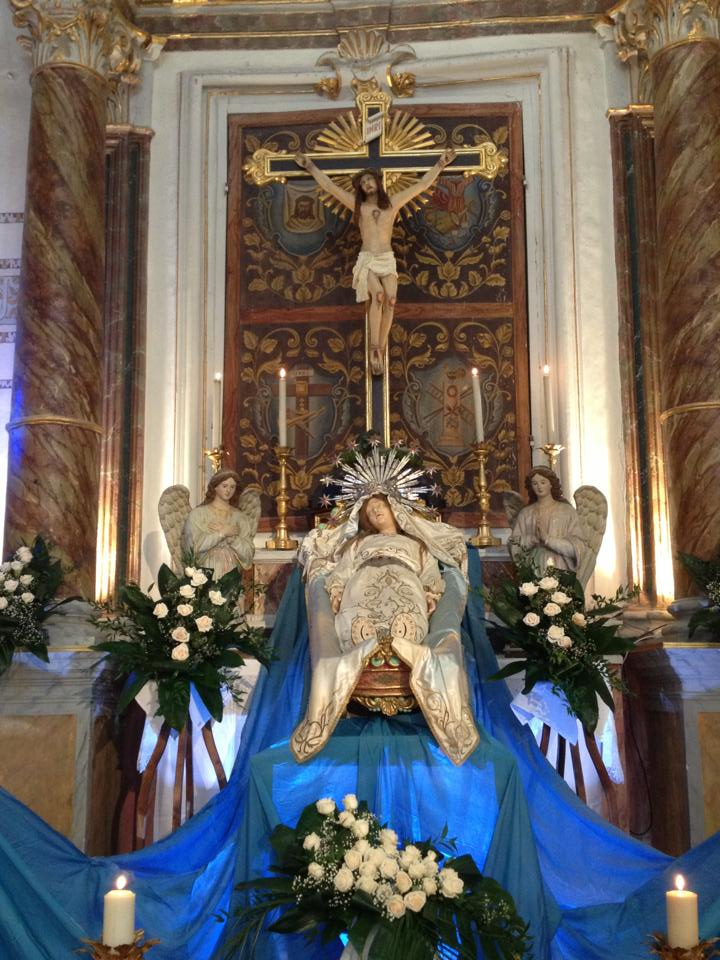
Statua in cera della Dormitio Virginis, opera del XVII sec. conservata presso la chiesa madre di San Cataldo

### La resurrezione (dopo dormizione) della figlia di Giairo
Fra i fatti di resurrezione dai morti narrati nella Bibbia, la resurrezione della figlia di Giairo, nei tre sinottici, menziona la dormizione della fanciulla:
(Marco 5,39-42)
La tesi della possibile dormizione è ammessa (per la figlia di Giairo) da Gesù, ma nello stesso tempo era già all'epoca oggetto di derisione da parte di increduli, o pretesto di derisione per miscredenti.
Dostojevsky e altri hanno paragonato la resurrezione della figlia di Giairo alla resurrezione di Lazzaro: entrambi hanno una dormizione-morte (del corpo) prima del ritorno alla vita nel precedente corpo terreno, chiamata "dormizione" per lasciare intendere che la morte non era la fine di tutto, ma sarebbe stata vinta dal risveglio in vita.

## Iconografia

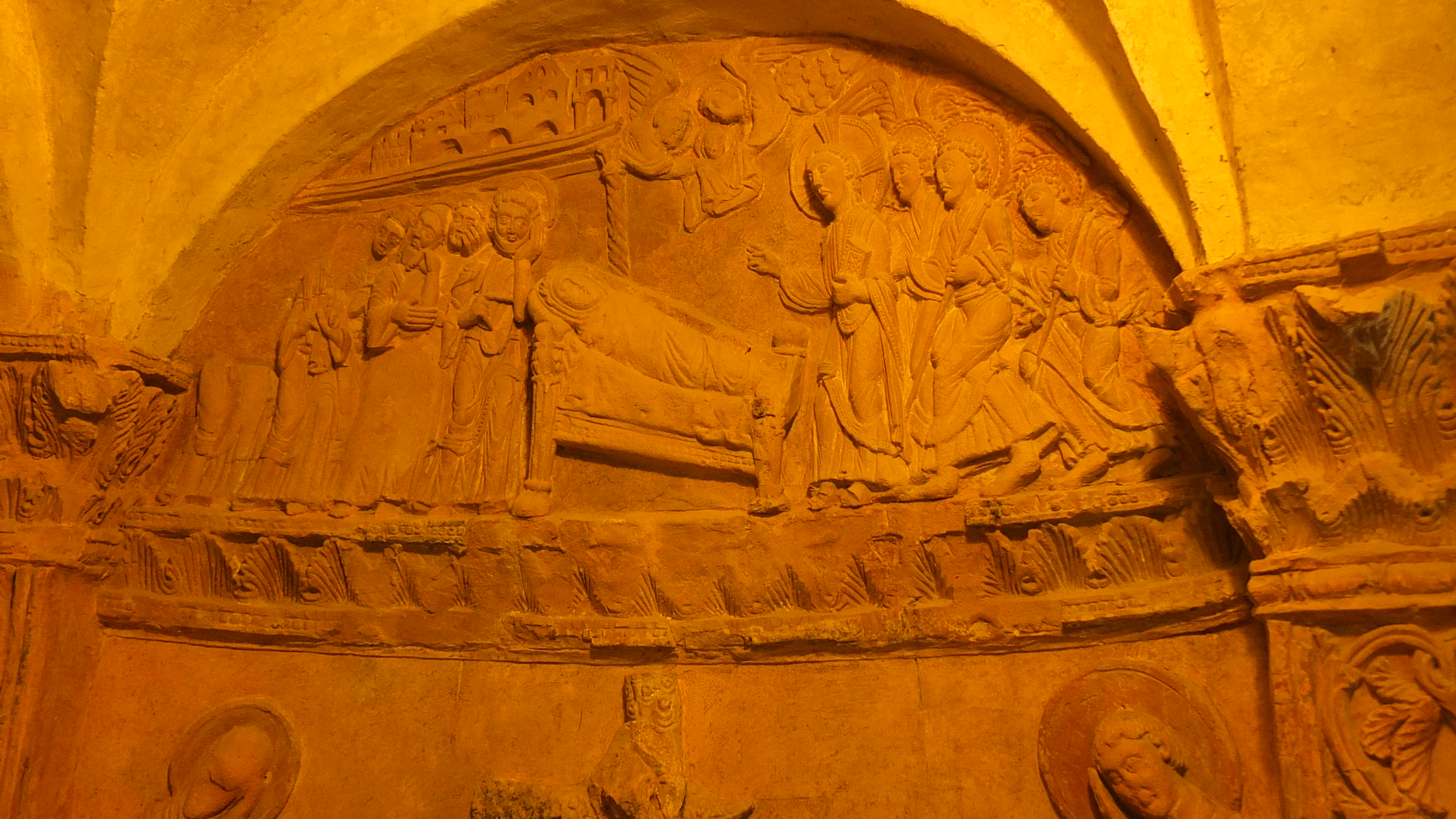
Basilica San Pietro a Civate: al centro la "Vergine" addormentata, a destra Gesù e la schiera dei Santi, e sopra gli angeli che portano l'anima di Maria nella città santa di Gerusalemme

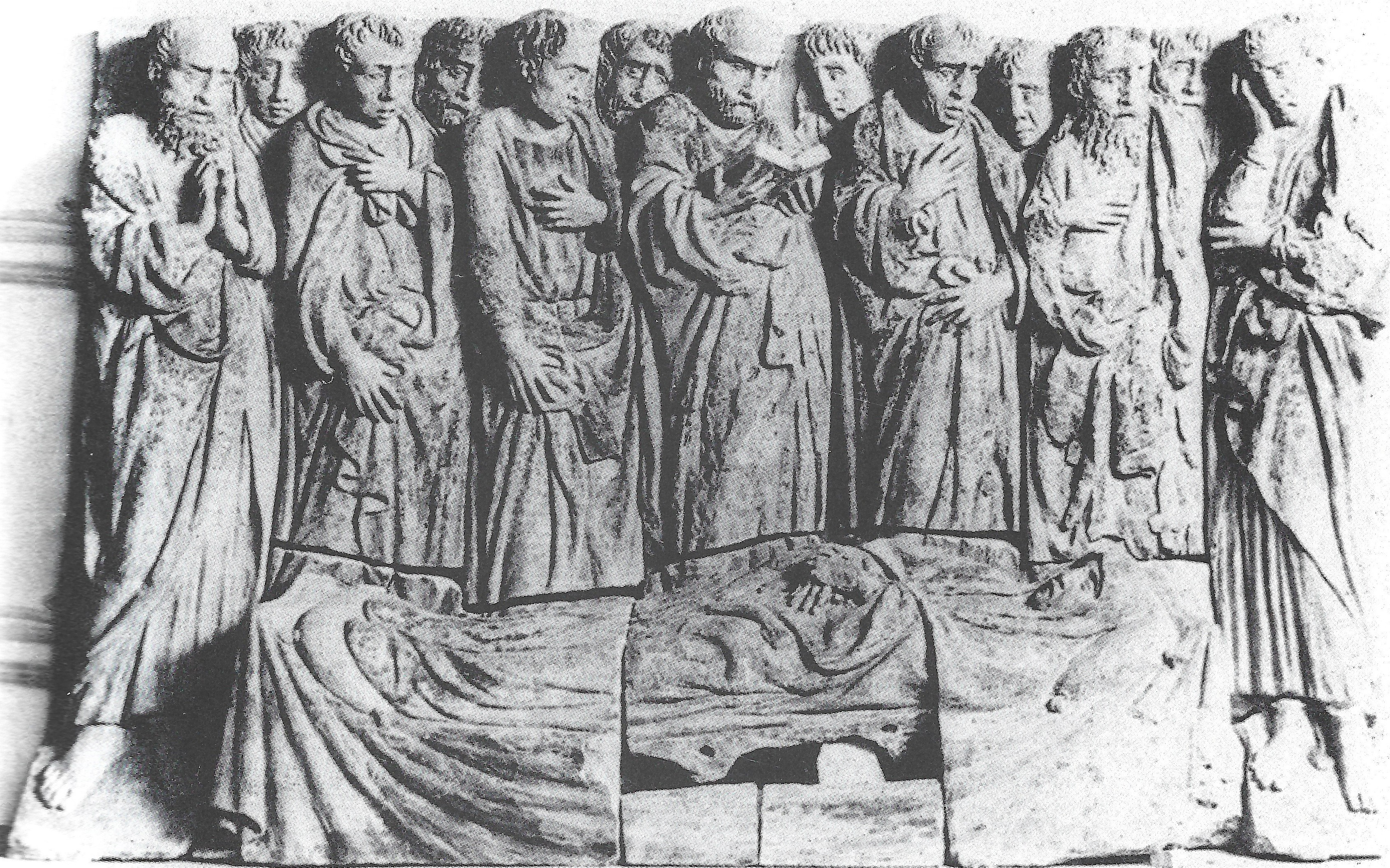
Adria, basilica di Santa Maria Assunta, detta "della Tomba": la Dormitio Mariae del XIV-XV secolo

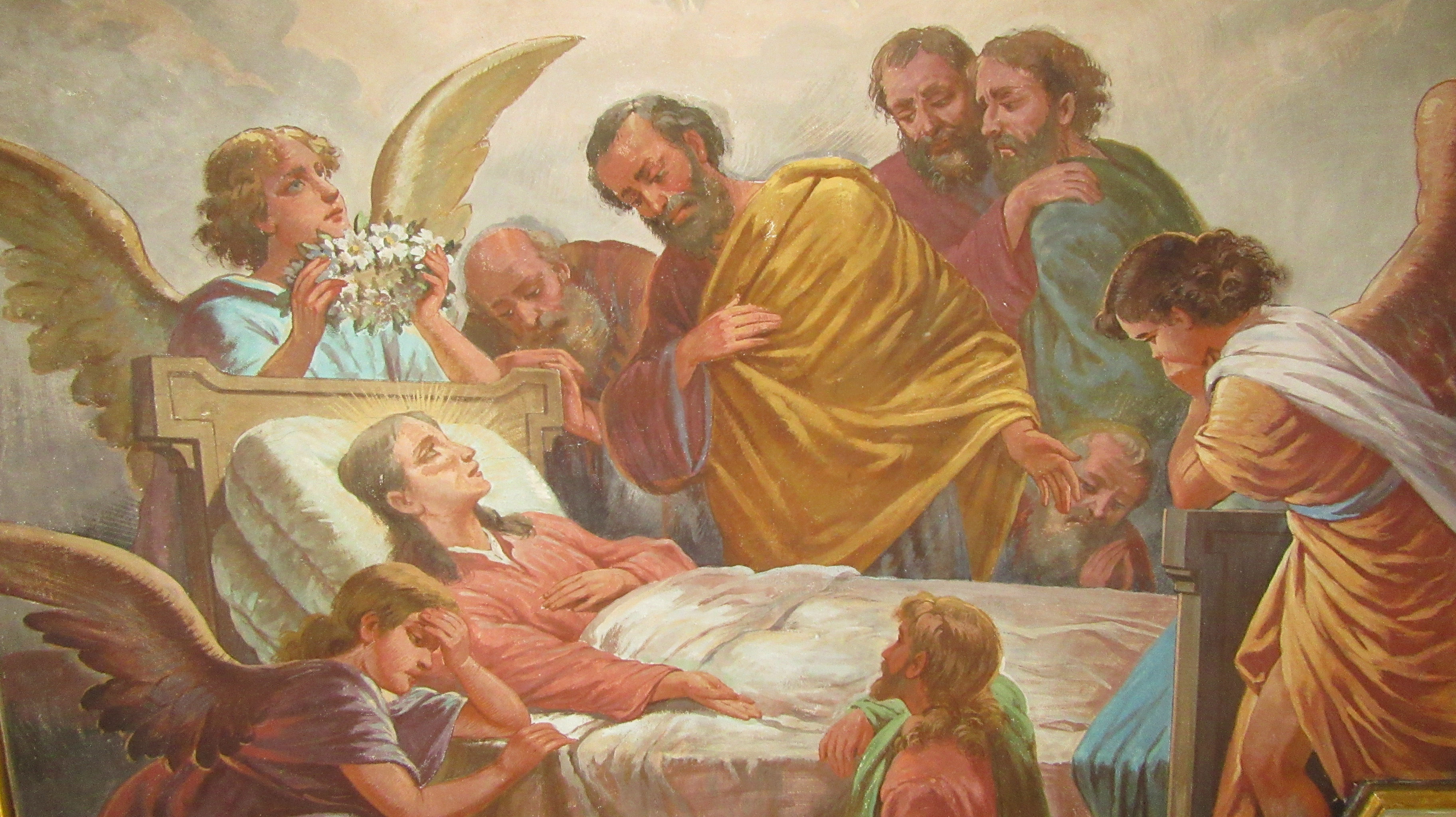
Chiesa dell'Assunzione di Maria, Caselle Landi, affresco della dormizione, opera di Paolo Zambelli, secolo XIX

La rappresentazione iconografica della "dormizione", di origine bizantina, si diffuse anche in Italia. A partire dal Rinascimento, in Occidente fu preferita la raffigurazione dell'Assunzione di Maria in cielo.

### Esempi
- A Civate, nella provincia di Lecco, esposta nella cripta della basilica abbaziale di San Pietro, parte dell'Abbazia di San Pietro al Monte, rappresentazione in stucco dell'XI secolo.
- Nella basilica di Santa Maria Assunta, detta "della Tomba", ad Adria, nella provincia di Rovigo, rilievo in cotto, risalente, secondo le fonti e le attribuzioni, tra il XIV e il XV secolo.
- Nel coronamento della Maestà di Duccio di Buoninsegna, conservata presso il Museo dell'Opera Metropolitana di Siena.
- Nella chiesa parrocchiale di Piario, nella provincia di Bergamo, nell'altare laterale della Beata Vergine del Rosario, nella nicchia sotto la mensa è collocata una statua raffigurante la Dormitio Virginis.
- Nella Chiesa dell'Assunzione di Maria, Caselle Landi, affresco della dormizione, opera di Paolo Zambelli, XIX secolo.
- Nella Chiesa di Santa Maria de' Francis, nella città di San Mauro Castelverde, nella provincia di Palermo, è conservata un'icona in marmo del 1522, attribuita da Maria Accascina (1959c) a Francesco del Mastro.
- Durante i lavori di restauro del Castello di Acaya, una cittadina fortificata, frazione di Vernole nella provincia di Lecce, è stato ritrovato un affresco all'interno di una intercapedine. Si tratta della Dormitio Virginis, databile alla seconda metà del Trecento, estesa circa quattro metri per tre. La raffigurazione, perfettamente conservata, rappresenta gli Apostoli che assistono la morte della Vergine e Gesù che ne raccoglie l'Anima e la presenta al Padre, secondo la tradizione iconografica che fa riferimento ai Vangeli apocrifi.
- Nella Chiesa Matrice di Bagnara Calabra si trova un quadro che rappresenta la vergine dormiente attorniata dai XII Apostoli, infatti la Parrocchia è “intitolata a S. Maria e i XII Apostoli” ogni anno il 15 agosto il quadro viene portato in processione per le vie della città.
- A San Giorgio Albanese, nella provincia di Cosenza, esiste la chiesa della Dormizione della Beata Vergine Assunta in cielo.

## Celebrazioni
Oltre al culto dell'Assunzione di Maria anche il suo sonno è oggetto di devozione. Questo punto della dottrina cristiana viene celebrato in più luoghi.

### Calabria
Nel Duomo di Squillace fino al XX secolo il 15 agosto veniva esposta la statua della Vergine dormiente. Oggi il simulacro è esposto in una nicchia nella navata sinistra della chiesa.

### Sardegna
Il suo culto è ancora più vivo in tutta la Sardegna, specie a Sassari con la discesa dei Candelieri, patrimonio dell'UNESCO, a Nulvi, Ploaghe, Cabras e a Guspini con la festa dal 14 al 22 agosto di ogni anno, che si svolge per le strade della cittadina.

### Sicilia
A Modica, nella chiesa di Santa Maria di Betlem, si celebra ancora ogni anno la cerimonia della Dormitio Mariae con la tradizionale traslazione del simulacro della Vergine.
Nella provincia di Catania, nel paese di Randazzo, si celebra la festa con processione della madonna dormiente il 14 agosto sera e nei paesi di Milazzo, San Fratello e Acquedolci in provincia di Messina. In questi luoghi il 15 agosto si festeggia la Madonna Dormiente di tradizione teologica orientale e non la Madonna Assunta di tradizione teologica latina.